# Sous-marin soviétique K-3 (1938)
Pour les articles homonymes, voir K3.
Ne doit pas être confondu avec Sous-marin soviétique K-3 Leninsky Komsomol.
Le K-3 est un sous-marin de classe K  (Katjusa) de la marine soviétique pendant la Seconde Guerre mondiale,.

## Construction
Le sous-marin a été posé le 27 décembre 1936 à Leningrad au chantier A. Marti et lancé le 31 juillet 1938. Il a été mis en service le 27 novembre 1940.

## Historique
D'abord situé dans la mer Baltique, il a été transféré à la Flotte du Nord le 8 novembre 1941 en arrivant par les voies navigables intérieures. Il a engagé la navigation ennemie avec des torpilles, des tirs d'artillerie et en tant que mouilleur de mines.
Le 3 décembre 1941, après une attaque de torpilles ratée, le K-3 est endommagé par les grenades sous-marines des chasseurs de sous-marins allemands UJ-1403, UJ-1416 et UJ-1708. Le K-3 est forcé de faire surface et engage un combat au canon contre les trois unités attaquantes, coulant le UJ-1708 et forçant les deux autres navires à se retirer.

### Perte
Le K-3 est très probablement coulé le 21 mars 1943 au large du Båtsfjord, dans le nord de la Norvège lors de l'attaque manquée par des torpilles du navire marchand allemand H. Fritzen (4818 tonneaux) à la position géographique de 71° 12′ N, 27° 41′ E, par les grenades sous-marines des escortes allemandes UJ 1102, UJ 1106 et UJ 1111 à la suite de la contre-attaque allemande.

## Palmarès
| Date            | Navire     | Nationalité     | Tonnage en tonneaux | Notes                                                        |
| --------------- | ---------- | --------------- | ------------------- | ------------------------------------------------------------ |
| 3 décembre 1941 | UJ-1708    | Allemagne Nazie | 470                 | Chasseur de sous-marins (canon)                              |
| 30 janvier 1942 | Ingøy      | Norvège         | 327                 | Cargo (mine)                                                 |
| 9 juillet 1942  | UJ-1110    | Allemagne Nazie | 527                 | Chasseur de sous-marins (mine)(aussi revendiqué par le K-21) |
| 5 février 1943  | UJ-1108    | Allemagne Nazie | 462                 | Chasseur de sous-marins (torpille)                           |
| 12 février 1943 | Fechenheim | Allemagne Nazie | 8 116               | Cargo (mine) (endommagé au-delà de toute réparation)         |
| Total:          | Total:     | Total:          | 9 902               |                                                              |

Le K-3 est le quinzième sous-marin soviétique le plus performant (sans compter les navires coulés par les mines qu'il a posées), avec 9 048 tonneaux coulés.

### Source
- (en) Cet article est partiellement ou en totalité issu de l’article de Wikipédia en anglais intitulé « Soviet submarine K-3 (1938) » (voir la liste des auteurs).